# أبو اليسر المدغشقري
أبو اليسر المدغشقري أو سُبر مدغشقري (الاسم العلمي: Glareola ocularis)، نوع من السُبر وفصيلة السبريات. يوجد في جزر القمر وإثيوبيا وكينيا ومدغشقر وموزمبيق والصومال وتنزانيا وربما فيموريشيوس وريونيون. موائله الطبيعية المناطق الشبه الاستوائية أو الاستوائية الممطرة الرطبة أو الأراضي المنخفضة المغمورة والأراضي المعشبة، والأنهار، وبحيرات المياه العذبة، والشواطئ الصخرية، والأهوار بين المد والجزر. وهو مهدد بخسارة مواطنه.